# Fria (prefekturhuvudort)
Fria är en prefekturhuvudort i Guinea.   Den ligger i prefekturen Fria och regionen Boke Region, i den västra delen av landet, 90 km norr om huvudstaden Conakry. Fria ligger 135 meter över havet och antalet invånare är 44 369.
Terrängen runt Fria är kuperad österut, men västerut är den platt. Runt Fria är det ganska glesbefolkat, med 42 invånare per kvadratkilometer. Fria är det största samhället i trakten. I omgivningarna runt Fria växer huvudsakligen savannskog.